# Sabaria cyclogonata
Sabaria cyclogonata là một loài bướm đêm trong họ Geometridae.